# Nucleic Acids Research
Nucleic Acids Research (Revista NAR) es una revista científica de acceso abierto con revisión por pares que se publica artículos sobre biología molecular, ácidos nucleicos, como ADN y ARN y trabajos relacionados desde 1974 por la editorial Oxford Prensa Universitaria.
La revista publica dos números especiales anuales, el primero está dedicado a las bases de datos biológicas, publicado generalmente en enero desde 1993, y el otro, está dedicado a los artículos que describen recursos y. herramientas de software valorados por la comunidad biológica (servidores de web), publicados en julio desde el 2003.

## La base de datos Nucleic Acids Research
La base de datos Nucleic Acids Research es una base de datos biológica que se publica desde 1993. El número completo de la base de datos está disponible gratuitamente en línea en el sitio web de Nucleic Acids Research. La última edición es la del 2022, este número contiene 185 artículos, de los cuales 87 artículos  informan sobre nuevas bases de datos y 85 son actualizaciones de recursos publicados anteriormente. En la tabla siguiente se presentan todos los números especiales que conforman la colección.
| Año  | Número | Registros en colección de bases de datos de biología molecular en línea de NAR | Entradas actualizadas | Recursos nuevos | Descontinuados | Artículos | Artículos que informan nuevas bases de datos | actualizaciones de recursos publicados anteriormente | Bases de datos publicadas en otras revistas | Notas                                                  |
| ---- | ------ | ------------------------------------------------------------------------------ | --------------------- | --------------- | -------------- | --------- | -------------------------------------------- | ---------------------------------------------------- | ------------------------------------------- | ------------------------------------------------------ |
| 2022 | 29     | 1645                                                                           | 317                   | 89              | 80             | 185       | 87                                           | 85                                                   | 13                                          | 7 bases de datos sobre COVID-19 y SARS-CoV-2 ySCoV2-MD |

##### Las categorías de la base de datos NAR

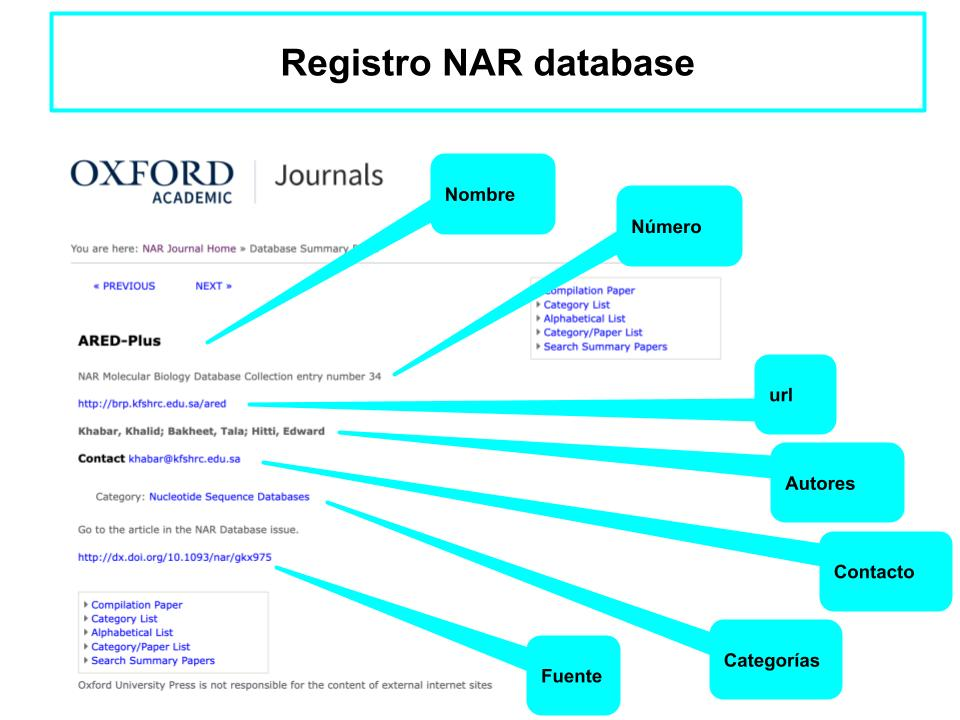
En la imagen se puede ver un registro de la base de datos como se ve en marzo del 2022 y los elementos que lo conforman de este registro

El sistema de clasificación de NAR clasifica las bases de datos con base en su contenido, algunas bases de datos no tienen categoría asignada y muchas bases de datos abarcan múltiples categorías
Esta plataforma clasifica las bases de datos en 15 categorías y 41 subcategorías, sumando un total de 56.